# (10148) Shirase
(10148) Shirase est un astéroïde de la ceinture principale.

## Description
(10148) Shirase est un astéroïde de la ceinture principale. Il fut découvert le 14 avril 1994 à Kiyosato par Satoru Ōtomo. Il présente une orbite caractérisée par un demi-grand axe de 3,21 UA, une excentricité de 0,14 et une inclinaison de 0,5° par rapport à l'écliptique.

## Compléments